# How many いい顔 (アルバム)
『How many いい顔』（ハウ・メニー・いいかお）は、日本のアイドル歌手・郷ひろみが1981年1月1日にCBS・ソニーから発売した15枚目のオリジナルアルバムである。

## 内容
前作『THE BEST 郷ひろみ』から2ヶ月ぶり、オリジナルアルバムとしては『MAGIC』から約5ヶ月ぶりの作品。
表題曲である「How many いい顔」の後は「処女の章」「少女の章」「娼婦の章」「淑女の章」と4章立てのストーリーになっており、コンセプト・アルバム色の強い作品となっている。

## 収録曲

### LP盤
| 全編曲: 萩田光雄。 |                                                             |            |           |       |
| #                  | タイトル                                                    | 作詞       | 作曲      | 時間  |
| 1.                 | 「How many いい顔」(35thシングルの表題曲にして今作の表題曲) | 阿木燿子   | 網倉一也  | 3:03  |
| 2.                 | 「聖少女」(37thシングルのカップリング曲)                    | ちあき哲也 | 網倉一也  | 4:51  |
| 3.                 | 「Nazo Nazo」                                               | 神田広美   | 網倉一也  | 3:07  |
| 4.                 | 「ペルソナ (仮面)」                                         | ちあき哲也 | 萩田光雄  | 4:04  |
| 5.                 | 「ポーカー・フェイス」                                      | 網倉一也   | 網倉一也  | 4:03  |
| 合計時間:          | 合計時間:                                                   | 合計時間:  | 合計時間: | 19:08 |

| 全編曲: 萩田光雄。 |                                                       |                    |                    |       |
| #                  | タイトル                                              | 作詞               | 作曲               | 時間  |
| 1.                 | 「Hold Me」                                           | 神田広美           | 萩田光雄           | 4:18  |
| 2.                 | 「Ready For You」(日本語訳詞: 岡田冨美子)             | グラハム・ラッセル | グラハム・ラッセル | 3:33  |
| 3.                 | 「魔女裁判」(36thシングルのカップリング曲)            | 阿木燿子           | 都倉俊一           | 3:19  |
| 4.                 | 「Don't Want To Say Goodnight」(日本語訳詞: 神田広美) | グラハム・ラッセル | グラハム・ラッセル | 3:53  |
| 5.                 | 「若さのカタルシス」                                  | 阿木燿子           | 都倉俊一           | 3:39  |
| 6.                 | 「Empty Pages」(日本語訳詞: 岡田冨美子)               | グラハム・ラッセル | グラハム・ラッセル | 4:11  |
| 合計時間:          | 合計時間:                                             | 合計時間:          | 合計時間:          | 22:53 |

### CD盤
| 全編曲: 萩田光雄。 |                                                       |                    |                    |       |
| #                  | タイトル                                              | 作詞               | 作曲               | 時間  |
| 1.                 | 「How many いい顔」                                   | 阿木燿子           | 網倉一也           | 3:03  |
| 2.                 | 「聖少女」                                            | ちあき哲也         | 網倉一也           | 4:51  |
| 3.                 | 「Nazo Nazo」                                         | 神田広美           | 網倉一也           | 3:07  |
| 4.                 | 「ペルソナ (仮面)」                                   | ちあき哲也         | 萩田光雄           | 4:04  |
| 5.                 | 「ポーカー・フェイス」                                | 網倉一也           | 網倉一也           | 4:03  |
| 6.                 | 「Hold Me」                                           | 神田広美           | 萩田光雄           | 4:18  |
| 7.                 | 「Ready For You」(日本語訳詞: 岡田冨美子)             | グラハム・ラッセル | グラハム・ラッセル | 3:33  |
| 8.                 | 「魔女裁判」                                          | 阿木燿子           | 都倉俊一           | 3:19  |
| 9.                 | 「Don't Want To Say Goodnight」(日本語訳詞: 神田広美) | グラハム・ラッセル | グラハム・ラッセル | 3:53  |
| 10.                | 「若さのカタルシス」                                  | 阿木燿子           | 都倉俊一           | 3:39  |
| 11.                | 「Empty Pages」(日本語訳詞: 岡田冨美子)               | グラハム・ラッセル | グラハム・ラッセル | 4:11  |
| 合計時間:          | 合計時間:                                             | 合計時間:          | 合計時間:          | 42:01 |

### 解説
「Ready For You」
グラハム・ラッセルのカバー曲。
「Don't Want To Say Goodnight」
グラハム・ラッセルのカバー曲。
「Empty Pages」
グラハム・ラッセルのカバー曲。

## タイアップ
- カネボウ化粧品CMソング (#1)
- TBS系列水曜ドラマ『春の訪問者・ミセスとぼくとセニョールと!〜夢飛行〜』挿入歌 (#10)